# Ekkehard Westermann
Ekkehard Westermann (* 26. November 1940 in Trachenberg, Schlesien; † 18. Januar 2015 in Rantrum, Schleswig-Holstein) war ein deutscher Montan-, Agrar- und Wirtschaftshistoriker des Spätmittelalters und der Frühen Neuzeit.
Ekkehard Westermann studierte mit wirtschafts- und sozialgeschichtlichem Schwerpunkt von 1960 bis 1966 an den Universitäten Münster, Freiburg und Marburg und legte dort 1966 seine Erste Staatsprüfung für das Lehramt an Gymnasien ab. Er war von 1966 bis 1970 wissenschaftlicher Assistent am Seminar für Wirtschafts- und Sozialgeschichte der Universität Marburg, wo er 1970 mit einer Studie über das Eislebener Garkupfer und seine Bedeutung für den europäischen Kupfermarkt um 1500 promoviert wurde.
1971 legte er die Zweite Staatsprüfung für das Lehramt an Gymnasien ab und arbeitete bis 1973 am Laubach-Kolleg der Evangelischen Kirche Hessen und Nassau. Anschließend wechselte er im Juli 1973 als Dozent an die Pädagogische Hochschule Karlsruhe, an der er 1977 Professor für Geschichte und ihre Didaktik wurde. Er lehrte an dieser Hochschule bis zu seiner Emeritierung nach 2000.
Er war mit der Historikerin Angelika Westermann verheiratet. Das Paar forschte und publizierte viel gemeinsam.

## Schriften
Monographien
- Das Eislebener Garkupfer und seine Bedeutung für den europäischen Kupfermarkt von 1460–1560. Böhlau, Köln u. a. 1971 (Zugleich: Marburg/Lahn, Universität, Dissertation, 1970).
- mit Anne Reuter-Rautenburg und Katrin Simons: Karlsruher Kinder im „Dritten Reich“. Ausstellung im Kindermuseum, 02.10.1982 – 31.07.1983. Staatliche Kunsthalle, Karlsruhe 1982.
- Silberrausch und Kanonendonner. Deutsches Silber und Kupfer an der Wiege der europäischen Weltherrschaft (= Handel, Geld und Politik vom frühen Mittelalter bis heute. Bd. 4). Schmidt-Römhild, Lübeck 2001, ISBN 3-7950-4503-7.

Herausgeberschaften
- Internationaler Ochsenhandel (1350–1750). Akten des 7th International Economic History Congress, Edinburgh 1978 (= Beiträge zur Wirtschaftsgeschichte. Bd. 9). Klett-Cotta, Stuttgart 1979, ISBN 3-12-912690-2.
- Quantifizierungsprobleme bei der Erforschung der europäischen Montanwirtschaft des 15. bis 18. Jahrhunderts. Scripta Mercaturae, St. Katharinen 1988, ISBN 3-922661-37-8.
- mit Karl Heinrich Kaufhold und Hans-Jürgen Gerhard: Europäische Montanregion Harz (= Montanregion Harz. Bd. 1). Deutsche Bergbau-Museum, Bochum 2001 (= Veröffentlichungen aus dem Deutschen Bergbau-Museum Bochum. Bd. 98), ISBN 3-921533-83-X.
- mit Rudolf Tasser: Der Tiroler Bergbau und die Depression der europäischen Montanwirtschaft im 14. und 15. Jahrhundert (= Veröffentlichungen des Südtiroler Landesarchivs. Bd. 16). StudienVerlag, Innsbruck-Wien-Bozen 2004, ISBN 3-7065-1887-2.